# Hermann Kemper
Herman Kemper (Nortrup, 5 de abril de 1892 - 13 de julio de 1977) fue un ingeniero alemán, pionero en la levitación magnética. 
Su gran aportación a la ingeniería fue idear el tren de levitación magnética, patentado por él mismo el 14 de agosto de 1934. Su patente fue usado para la construcción de la red Transrapid.
En 1972 recibió la Orden del Mérito de la República Federal de Alemania.
- Datos: Q69994